# Georg von Jäger

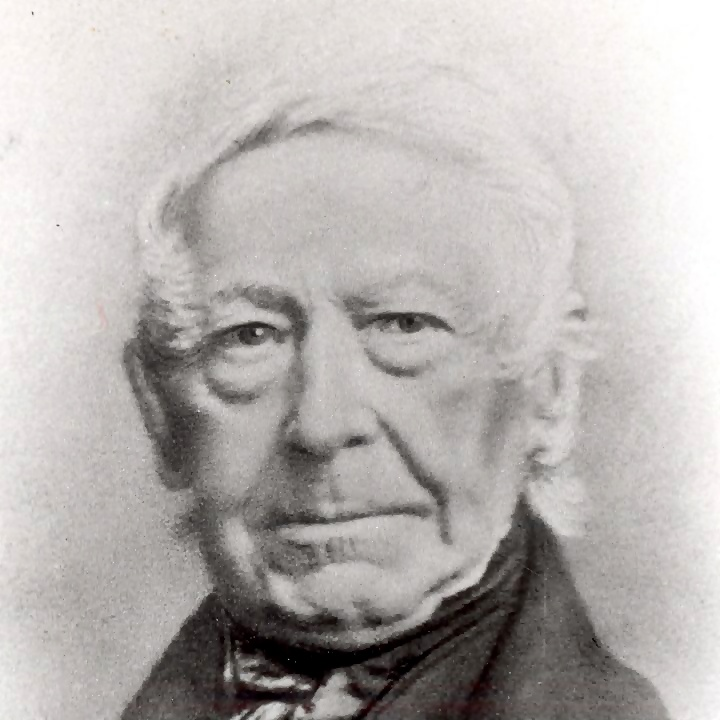
Georg von Jäger

Georg Jäger, ab 1850 Ritter von Jäger, (* 8. März 1778 in Düsseldorf; † 20. November 1863 in Speyer) war ein bayerischer Pädagoge, königlicher Hofrat und Reorganisator des Schulwesens im damaligen Rheinkreis, der heutigen Pfalz.

## Leben und Wirken
Georg Jäger wurde als drittes Kind der Düsseldorfer Bürger Joseph  Jäger und Maria Sophia geb. Vanhoffs geboren. Der Vater starb bereits 1779 und der Junge wuchs als Halbwaise auf. 
Er besuchte in seiner Vaterstadt die Volksschule und das Gymnasium, studierte dann Philosophie und trat 1799 als Alumne in das Priesterseminar des Bistums Worms zu Heidelberg ein.
Die rechtsrheinische Pfalz geriet in die Kampfzone des Zweiten Koalitionskrieges gegen Frankreich, in dessen Folge auch das Bistum Worms unterging. Georg Jäger musste seine Priesterausbildung abbrechen und nahm sie nie mehr auf. Er fand eine Beschäftigung als Hofmeister bei einer Adelsfamilie in Schwarzach (Odenwald), wo ihn Carl Philipp von Wrede kennenlernte und für seine Übernahme in den bayerischen Staatsdienst sorgte. 
Georg Jäger trat 1804 eine Stelle als Lehrer am Gymnasium Kempten an und avancierte 1817 zum Leiter der Anstalt. Im gleichen Jahr holte ihn Regierungspräsident Joseph von Stichaner nach Speyer, um ihm dort die Leitung des Gymnasiums anzuvertrauen. 1824 verlieh man ihm den Rang eines Universitätsprofessors, 1830 wurde Georg Jäger Hofrat und 1832 Kreisscholarch, womit er Inspekteur aller Schulen des Rheinkreises war. 1842 ernannte die philosophische Fakultät der Universität Heidelberg Jäger zum Ehrendoktor, und man zeichnete ihn mit dem Ritterkreuz 1. Klasse des bayerischen Verdienstordens vom Heiligen Michael aus. Am 11. November gleichen Jahres folgte die Ehrenbürgerwürde der Stadt Speyer, für seine Verdienste im Kampf gegen Kinderarbeit und seinen Einsatz um eine absolute Schulpflicht mit Schulabschluss.

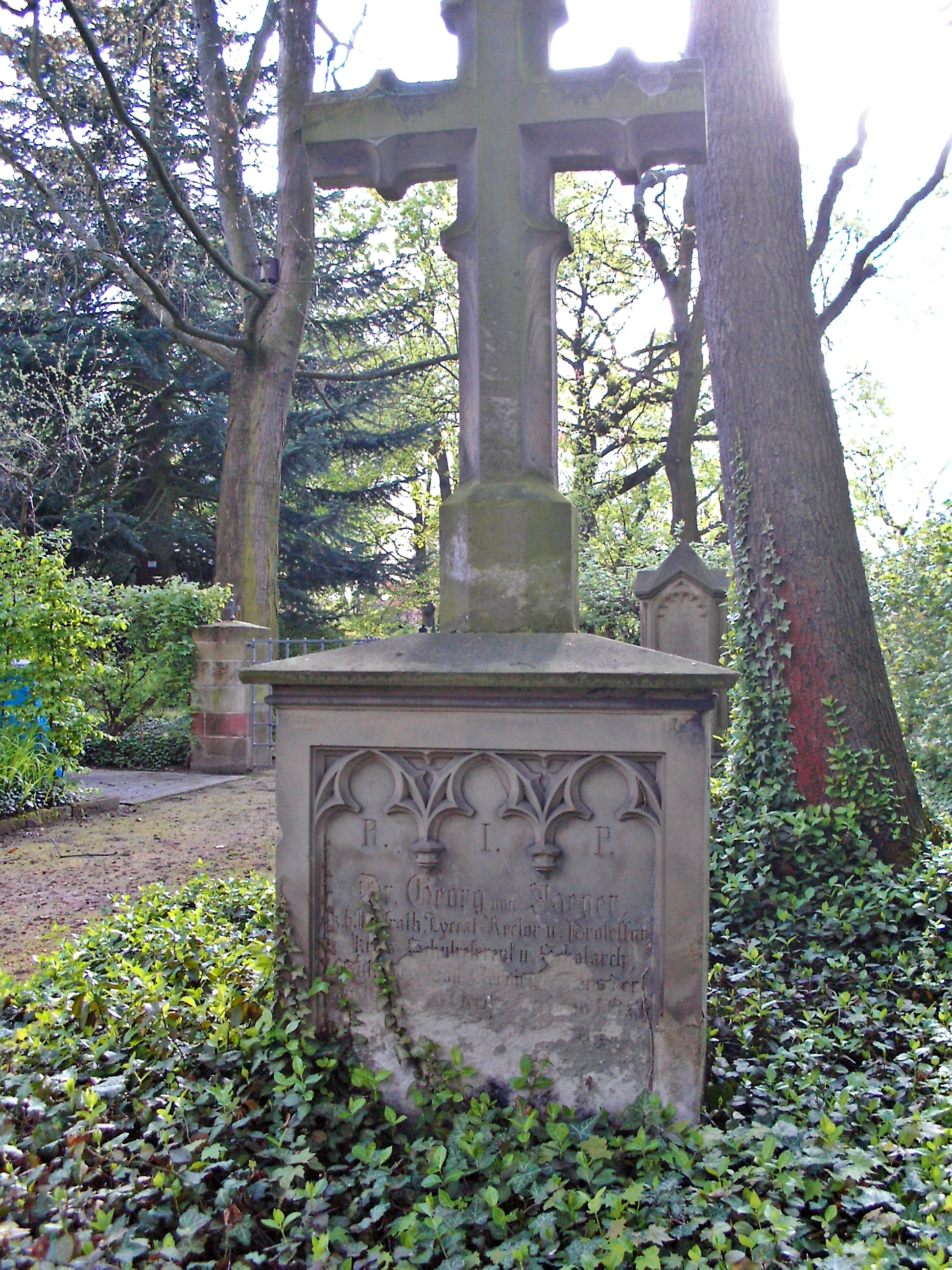
Grabstein, Alter Friedhof Speyer

Die revolutionäre Regierung von 1849 setzte Jäger wegen seiner Königstreue als Schulleiter ab. Nach dem Zusammenbruch des Aufstandes konnte er seine Tätigkeit wieder aufnehmen. Am 28. April 1850 zeichnete ihn König Maximilian II. von Bayern mit dem Zivilverdienstorden der Bayerischen Krone aus und erhob ihn damit in den persönlichen Adelsstand.
Zum 12. Oktober 1862 trat Georg von Jäger nach fast 60-jähriger Lehrtätigkeit in den Ruhestand. Er starb am 20. November des folgenden Jahres und wurde auf dem Alten Friedhof zu Speyer beigesetzt. Dort hat sich sein großes Grabkreuz im Domkapitelsteil erhalten.
Der Pädagoge war verheiratet mit Friederike von Ravenstein († 1857), Tochter des herzoglich zweibrückischen Rates Karl von Ravenstein und dessen Gattin Friederike geb. Schmitthenner. Von ihren fünf Kindern wurde der Sohn Albert von Jäger als Direktor der Pfälzischen Eisenbahnen bekannt. Beide, Vater und Sohn, waren bekennende Katholiken. Sein weiterer Sohn Rupert Jäger wurde später Lehrer und Philologe in Speyer.
Georg von Jäger gilt als der maßgebende Organisator des Pfälzischen Schulwesens im frühen 19. Jahrhundert. Seine Lehrpläne dienten als Vorbild für ganz Bayern. Überdies amtierte er als Vorsitzender des Verwaltungsrates der Speyerer Dompfarrei und bekleidete das Amt des 2. Vorsitzenden des Historischen Vereins der Pfalz, für den er 1841 die Statuten ausarbeitete. 
Jäger ist auch Autor des heimatgeschichtlich bedeutsamen Buches Des Rheinkreises Jubelwoche, in dem er die Pfalzreise des bayerischen Königs Ludwig I., 1829, detailliert beschreibt. Außerdem verfasste er mehrere schulspezifische Werke, wie etwa Über das Schul- und Erziehungswesen im Bayerischen Rheinkreise 1817–1827.